# Vebjørn Berg

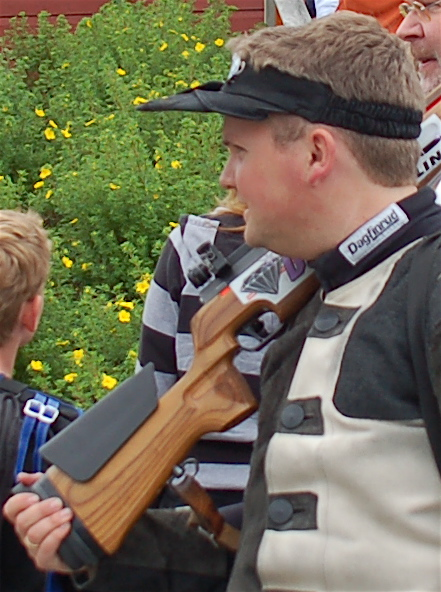
Berg bei den norwegischen Meisterschaften 2007

Vebjørn Berg (* 1. April 1980 in Hamar) ist ein norwegischer Sportschütze mit der Spezialisierung auf Luft- und Kleinkalibergewehr.
Vebjørn Berg startet für Stange Sportsskyttere. Er verpasste bei den Olympischen Sommerspielen 2008 in Peking im Wettkampf mit dem Luftgewehr als 22. den Finaldurchgang. In den Kleinkaliberwettbewerben zog er in beide Finals ein. Im Dreistellungskampf wurde der Norweger Achter, im Liegendanschlag verpasste er als Viertplatzierter knapp eine Medaille. Mit 3517 Punkten hält Berg mit Espen Berg-Knutsen und Magnus Wohlen im Teamwettkampf den Weltrekord im Dreistellungskampf auf 300 Meter, mit 1751 Punkten mit Berg-Knutsen und Hans Bakken mit dem Standardgewehr auf 300 Meter ebenfalls im Teamwettkampf. Die Rekorde wurden 2006 und 2005 aufgestellt. Bei den Weltmeisterschaften 2002 in Lahti gewann er Gold im Liegendanschlag mit dem Kleinkalibergewehr über 50 und 300 Meter. Vier Jahre später gewann er in Zagreb erneut zwei Goldmedaillen, über 300 Meter im Liegendanschlag und im Dreistellungskampf. Hinzu kommen zwei Silber und eine Bronzemedaille.